# Rata arborícola cresta-roja
La rata arborícola cresta-roja (Santamartamys rufodorsalis) és un rosegador de la família de les rates espinoses (Echimyidae). És l'única espècie coneguda del gènere Santamartamys. Fou descrit el 1898, però fins al 2011 només se n'observaren tres exemplars. Per aquest motiu, se sap molt poc del comportament i la distribució d'aquest mamífer endèmic de la costa caribenya de Colòmbia. Es tracta d'un animal nocturn que pot mesurar fins a 48 cm des del cap fins a la punta de la cua.
La rrata arborícola cresta-roja, considerada una espècie en perill crític per la Unió Internacional per a la Conservació de la Natura (UICN), fou descoberta a les selves tropicals de la Sierra Nevada de Santa Marta a altituds d'entre 700 i 2.000 msnm.

## Descobriment
L'holotip de S. rufodorsalis, de sexe no determinat, fou descobert el 24 de desembre del 1898 per Herbert Huntington Smith a la localitat d'Ocana, prop de Santa Marta, al departament colombià de Magdalena, a l'altura de la conca del riu Manzanares. En un informe personal del 1898, Melbourne Armstrong Carriker indicà que totes les col·leccions d'ocells i de mamífers eren recollides per caçadors locals que treballaven per a Herbert Huntington Smith. Així doncs, qualsevol dada relacionada amb la localitat podria ser inexacta o fins i tot inexistent. Un segon espècimen de sexe no determinat fou descobert per Carriker a la Sierra Nevada de Santa Marta abans del 1913. Tanmateix, tot i ser conegut per redactar notes detallades sobre els ocells i els mamífers que recolli, les dades relatives al lloc i la data són imprecises. Se suposa que l'espècimen de Carriker provenia d'una donació o una compra. Com que no havia recollit personalment el mamífer, és possible que no documentés les dades associades a S. rufodorsalis. Aquest espècimen fou enregistrat el 1913 al Museu Americà d'Història Natural (Nova York). Durant molt de temps, malgrat l'organització de diverses expedicions, no s'observà cap altre rosegador d'aquesta espècie.
Tanmateix, el 4 de maig del 2011, a l'altura de la Cuchilla de San Lorenzo, a la Reserva Natural El Dorado, situada a la Sierra Nevada de Santa Marta, dos investigadors voluntaris de la fundació ProAves, Lizzie Noble i Simon McKeown, així com Lorenzo Mora, Eudis Bacca i Bertulfo Montero (que treballaven igualment per a ProAves), en descobriren un jove espècimen per casualitat, 113 anys després de la descripció de Carriker, tot i que havien vingut per a observar amfibis en perill d'extinció. L'animal, detectat pels cinc investigadors cap a les 21.30 (hora local) a 1.958 metres d'altitud i de sexe indeterminat no es mostrà intimidat per la seva presència, sinó que es deixà fotografiar i s'hi acostà a menys d'un metre. Unes dues hores més tard, probablement després de passar-se una estona damunt d'una barana de fusta, el rosegador tornà breument al mateix lloc.

## Descripció
La rata arborícola cresta-roja mesura 20-48 cm de llargada des del cap fins a la punta de la cua, que fa 18-28 cm. Pot pesar fins a 500 g. El pelatge, molt suau i gairebé llanós, és espès i llarg. Els pèls de la regió dorsal són de color rogenc intens, tirant cap al groc rogenc als flancs, incloent-hi els del cap fins al musell. Els pèls de la cua són negres a gran part de la seva llargada, però esdevenen blancs a les dues cinquenes parts terminals. Les orelles, petites i de color marró pàl·lid, tenen rulls de pèls llargs a la superfície interior i són nues a la superfície exterior. Hi ha igualment un rull de llargs pèls negres entre l'ull i l'orella i un altre a la base interior d'aquesta última. Les vibrisses mistacials i genals, que poden assolir una llargada de fins a 5 cm, són fines i relativament curtes. Es distingeix d'altres rosegadors per la franja de pelatge rogenc en forma de crinera que té al voltant del coll.
La superfície superior de les potes anteriors i posteriors és coberta per un pelatge gris pàl·lid lleonat. Les potes posteriors són molt curtes i amples. Els peus manquen de petits tubercules entre els coixinets plantars i el pòl·lux és cobert per una ungla. El crani és curt i ample. L'os zigomàtic, pesant i ample, no s'arqueja lateralment. Les vores supraorbitàries del crani estan força desenvolupades i la regió interorbitària és molt ampla, amb vores gairebé paral·leles. La part facial del crani és molt curta. La distància entre les incisives i les sèries de molars és un xic inferior a la llargada de la superfície coronària de la filera dental superior. Els ulls grossos d'aquest rosegador són una adaptació al seu mode de vida nocturn. També té dos parells de mamelles laterals a la vora abdominal del pelatge lateral, a l'altura del pelatge ventral.
Els exemplars joves tenen el pelatge grisenc. Durant el canvi al pelatge adult de color rogenc intens, la seqüència de la muda comença a la regió anterior i es desplaça cap enrere, fet típic en els rosegadors.

## Comportament, distribució i hàbitat
La rata arborícola cresta-roja és un rosegador nocturn. Se'n desconeix la dieta, però segons Emmons i Feer es pot suposar que s'alimenta de matèria vegetal, com ara fruits o grans, igual que les altres rates espinoses. És capaç d'enfilar-se fàcilment a una superfície vertical de fusta. Quan fou redescobert el 2011 no emeté cap vocalització durant les dues observacions.
Aquesta espècie, endèmica de la Sierra Nevada de Santa Marta, al nord-est de Colòmbia, viu a altituds de 700-2.000 msnm. Aquesta serralada aïllada dels Andes, que és el massís costaner més alt del món (altitud màxima de més de 5700 msnm), és coneguda per tenir una rica biodiversitat i molts endemismes a causa del seu aïllament geogràfic i les seves condicions geològiques i climàtiques particulars.
Encara no es coneix l'estat de les poblacions de rata arborícola cresta-roja, però informes del Dr. Paul Salaman descriuen una degradació de les terres i com a conseqüència, una fragmentació del seu hàbitat potencial. El seu hàbitat i el seu comportament també es desconeixen a causa del baix nombre d'espècimens observats i estudiats, encara que s'ha suggerit que viu als boscos tropicals de muntanya i poca altitud. Les rates del gènere Diplomys, un grup proper en el qual es classificava anteriorment l'espècie S. rufodorsalis, sol niar a les cavitats dels arbres i són arborícoles. A més a més, no els agrada recórrer grans distàncies.

## Taxonomia

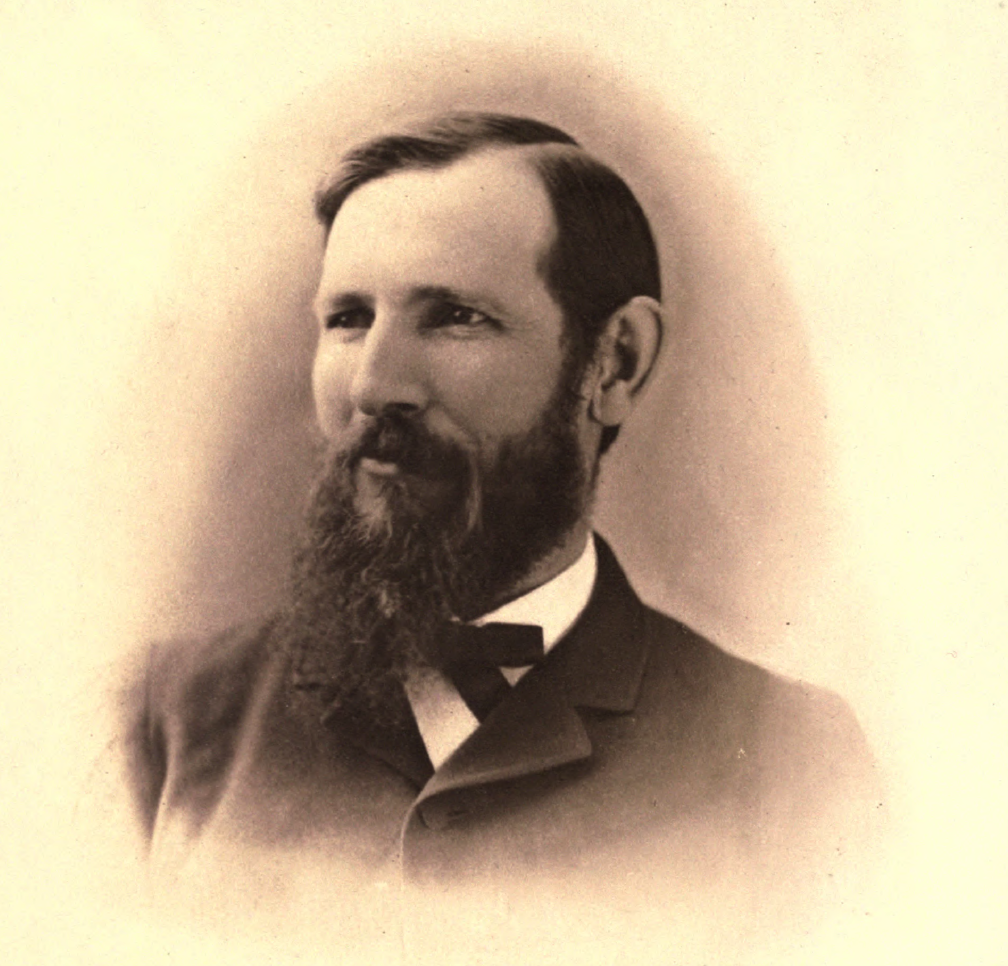
Joel Asaph Allen descrigué S. rufodorsalis el 1899 amb el nom dIsothrix rufodorsalis.

Anomenada red crested tree rat en anglès, aquesta espècie fou descrita originalment amb el protònim d'Isothrix rufodorsalis pel biòleg estatunidenc Joel Asaph Allen el 1899 i posteriorment reclassificada en el gènere Diplomys el 1935 per George Henry Hamilton Tate. La subfamília dels equimins, a la qual pertany, fou revisada el 2005 per la Dra. Louise Emmons, de la Smithsonian Institution que identificà una sèrie de característiques úniques que conduïren a la creació del gènere monotípic Santamartamys, entre les quals destaquen les diferències en la morfologia de les dents respecte a les altres espècies del gènere Diplomys.
L'origen del nom de gènere Santamartamys rau en el nom de la regió on foren descoberts els espècimens, la Sierra Nevada de Santa Marta, i de mys, que significa 'ratolí'. El nom específic rufodorsalis deriva de les paraules llatines rufus i dorsalis, que signifiquen 'roig' (o 'vermell') i 'dorsal', respectivament. Es refereix a la coloració específica del cos d'aquest rosegador.

## Estat de conservació
La rata arborícola cresta-roja fou redescoberta el 4 de maig del 2011 en una zona protegida, la Reserva Natural El Dorado, situada a la Sierra Nevada de Santa Marta. Aquesta reserva, fundada el 31 de març del 2006, té una extensió de 1.024 hectàrees i es troba a una altitud d'entre 950 i 2.600 metres. Hi ha un gran nombre d'espècies endèmiques o amenaçades d'extinció en diverses mesures, tant de plantes com d'animals.
El 1990, Emmons declarà que la rata arborícola cresta-roja podria ser un dels mamífers neotropicals més rars. La Unió Internacional per a la Conservació de la Natura (UICN) el classificà com a espècie vulnerable el 1996. El 2008, dos assessors de la UICN, C. Delgado i M. Gómez-Laverde, la situen a la categoria d'espècies amb dades insuficients, car les dades sobre la distribució, la història natural i l'hàbitat d'aquest rosegador no eren suficients per avaluar-ne l'estat de conservació. Com a conseqüència d'una revisió duta a terme el 2011, finalment se la classificà com a espècie en perill crític. Així doncs, Paul Salaman indica que gran part del bosc que constitueix l'àrea potencial de l'espècie ha sigut rompuda o degradada. L'adquisició de terres a la regió, que ha augmentat a causa de la demanda d'habitatges d'estiueig, i l'expansió de la cafeïcultura són algunes de les causes de la disminució de l'extensió de l'hàbitat del rosegador. A més a més, gran part de la zona potencial en la qual es trobaria la rata arborícola cresta-roja està infestada de gats salvatges introduïts que cacen la fauna nadiua. Finalment, els efectes del canvi climàtic podrien ser una amenaça a llarg termini.